# Nadia Roncelli
Nadia Roncelli, urednica, kulturna delavka, * 4. januar 1973, Trst.

## Življenje in delo
Nadia Roncelli se je rodila v Trstu, a je otroštvo preživela na Ferlugih nad Trstom, oče je bil Egidij, mati Adele (rojena Piščanc). Obezno šolanje je zaključila na slovenskih šolah na Opčinah, nato se je vpisala na slovenski klasični licej v Trstu, kjer je maturirala leta 1992. Po maturi se je vpisala Leposlovno in filozofsko fakulteto (Lettere e filosofia) na Univerzi v Trstu, kjer je diplomirala leta 1999.
Nadia Roncelli se je kmalu zaposlila pri založbi Mladika v Trstu, kjer je najprej skrbela za izhajanje istoimenske revije, sčasoma pa je postala urednica knjižnih izdaj založbe. Pri Mladiki Nadia skrbi za promocijo knjig, udeležuje se knjižnih sejmov, komunicira s pisci ter urejuje spleto stran založbe. Uredila je več zbornikov in nasploh piše o založništvu in knjigah, kot na primer za Koledar Goriške Mohorjeve družbe, Mladiko, a tudi za druge medije. Že mnogo let je v uredniškem odboru revije Mladika.
Nadia Roncelli je že vrsto let članica Radijskega odra, od leta 2022 je tudi v izvršnem odboru društva.
Nadia Roncelli je tudi članica raznih literarnih odborov in natečajev, kot na primer Literarni natečaj revije Mladika, je v odboru literarne nagrade vstajenje.